# Grammy Award al miglior album parlato
Il Grammy Award alla miglior registrazione di un audiolibro, narrazione e storytelling (Grammy Award for Best Audio Book, Narration & Storytelling Recording) è un premio dei Grammy Award conferito dalla National Academy of Recording Arts and Sciences per la qualità del miglior album discografico parlato o opera narrata.
La categoria è stata modificata nel 2023 per includere anche gli audiolibri e lo storytelling. Fino al 2022, includeva anche la lettura di poesie che ora ha la sua categoria, Grammy Award al miglior album di poesie parlate (Best Spoken Word Poetry Album)..

## Storia del premio
Il premio è stato conferito a partire dal 1959.
Nel corso degli anni il nome del premio è variato. Qui sotto viene riportata la cronologia dei vari titoli del premio conferito.
- 1959: Best Performance, Documentary or Spoken Word
- 1960-1961: Best Performance – Documentary or Spoken Word (other than comedy)
- 1962-1963: Best Documentary or Spoken Word Recording (other than comedy)
- 1964-1965: Best Documentary, Spoken Word or Drama Recording (other than comedy)
- 1966: Best Spoken Word or Drama Recording
- 1967-1968: Best Spoken Word, Documentary or Drama Recording
- 1969-1979: Best Spoken Word Recording
- 1980-1983: Best Spoken Word, Documentary or Drama Recording
- 1984-1991: Best Spoken Word or Non-Musical Recording
- 1992-1997: Best Spoken Word or Non-Musical Album
- 1998-2022: Best Spoken Word Album
- dal 2023: Best Audio Book, Narration & Storytelling Recording.

## Vincitori e candidati

### Migliore interpretazione - documentario o parola parlata (1959-1961)
- 1959[2]
  - Stan Freberg - The Best of the Stan Freberg Shows
  - Melvyn Douglas, Vincent Price, Carl Sandburg ed Ed Begley – Great American Speeches'
  - Stan Freberg – Green Christmas
  - Elaine May e Mike Nichols – Improvisations to Music
- 1960[3]
  - Carl Sandburg - Lincoln Portrait
  - John Gielgud – Ages of Man
  - Hal Holbrook – Mark Twain Tonight
  - Basil Rathbone – Basil Rathbone Reads Sherlock Holmes
  - Tony Schwartz – New York Taxi Driver
- 1961[4]
  - Robert Bialek - FDR Speaks
  - Henry Fonda – Voices of the Twentieth Century
  - John Gielgud – Ages of Man, Vol. 2 (One Man in His Time)
  - Archibald MacLeish – J.B.

### Migliore registrazione parlata, documentario o dramma (1962-1991)

#### Anni 1960
- 1962[5]
  - Leonard Bernstein - Humor in Music
  - Hal Holbrook – More of Hal Holbrook in Mark Twain Tonight!
  - Dorothy Parker – The World of Dorothy Parker
  - Carl Sandburg, Harlow Shapley, Jawaharlal Nehru e Jacques Lipchitz – Wisdom, Vol. 1
  - Alexander Scourby – The Coming of Christ
- 1963[6]
  - Charles Laughton - The Story-Teller: A Session With Charles Laughton
  - Carl Sandburg – Carl Sandburg Reading His Poetry
  - Claude Rains e Glenn Gould – Enoch Arden
  - Laurence Harvey – This Is My Beloved
  - Stan Kenton – Mama Sang a Song
- 1964[7]
  - Melinda Dillon, George Grizzard, Uta Hagen e Arthur Hill - Chi ha paura di Virginia Woolf?
  - Dane Clark, Anne Jackson, Lotte Lenya e Viveca Lindfors – Brecht on Brecht
  - Martin Luther King con Joan Baez, Marian Anderson, Odetta, Rabbi Joachim Prinz e Bob Dylan – We Shall Overcome (The March on Washington, August 28, 1963)
  - Goddard Lieberson, Pete Seeger ed altri – The Badmen
  - Norman Weiser e David Teig – John F. Kennedy – The Presidential Years
- 1965[8]
  - Cast di That Was The Week That Was - BBC Tribute to John F. Kennedy
  - Richard Burton, Hume Cronyn, John Gielgud, Alfred Drake, George Voskovec, Eileen Herlie, William Redfield e George Ross – Amleto
  - Richard Burton e Peter O'Toole – Dialogue Highlights from Becket
  - Alec Guinness e Kate Reid – Dylan
  - John F. Kennedy, David Brinkley ed Adlai Stevenson – The Kennedy Wit
- 1966[9]
  - Goddard Lieberson (produttore) - John F. Kennedy: As We Remember Him
  - Alec Guinness – A Personal Choice
  - Chet Huntley e David Brinkley – A Time to Keep: '64
  - Royal National Theatre – Molto rumore per nulla
  - Adlai Stevenson – The Voice of the Uncommon Man
  - Margaret Webster – The Brontes
- 1967[10]
  - Edward R. Murrow - Edward R. Murrow: A Reporter Remembers, Vol. I – The War Years
  - Lee J. Cobb e Mildred Dunnock – Death of a Salesman
  - Johnny Sea – Day for Decision
  - Buddy Starcher – History Repeats Itself
- 1968[11]
  - Everett Dirksen - Gallant Men
  - James Dickey – Poems of James Dickey
  - Hal Holbrook – Mark Twain Tonight, Vol. 3
  - Patrick Magee e Cyril Cusack – Il balcone
  - Rod McKuen – The Earth
  - Paul Scofield, Wendy Hiller e Robert Shaw – Un uomo per tutte le stagioni
  - Victor Lundberg – An Open Letter to My Teenage Son
- 1969[12]
  - Rod McKuen - Lonesome Cities
  - Martin Luther King – I Have a Dream
  - Paul Scofield – Assassinio nella cattedrale
  - Martin Starkie – The Canterbury Pilgrims

#### Anni 1970
- 1970[13]

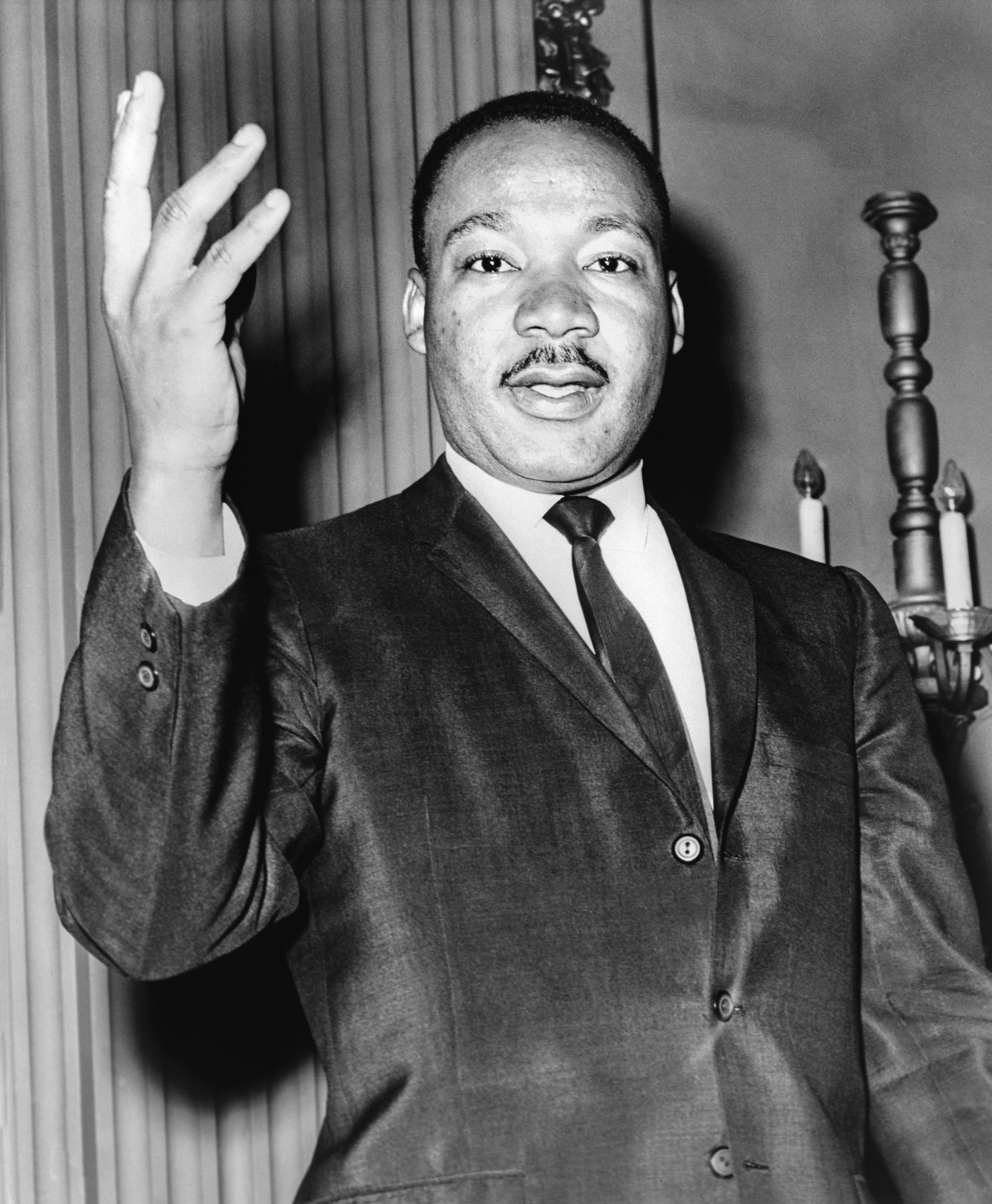
Martin Luther King ha vinto il premio nel 1971, postumo, per Why I Oppose the War in Vietnam.

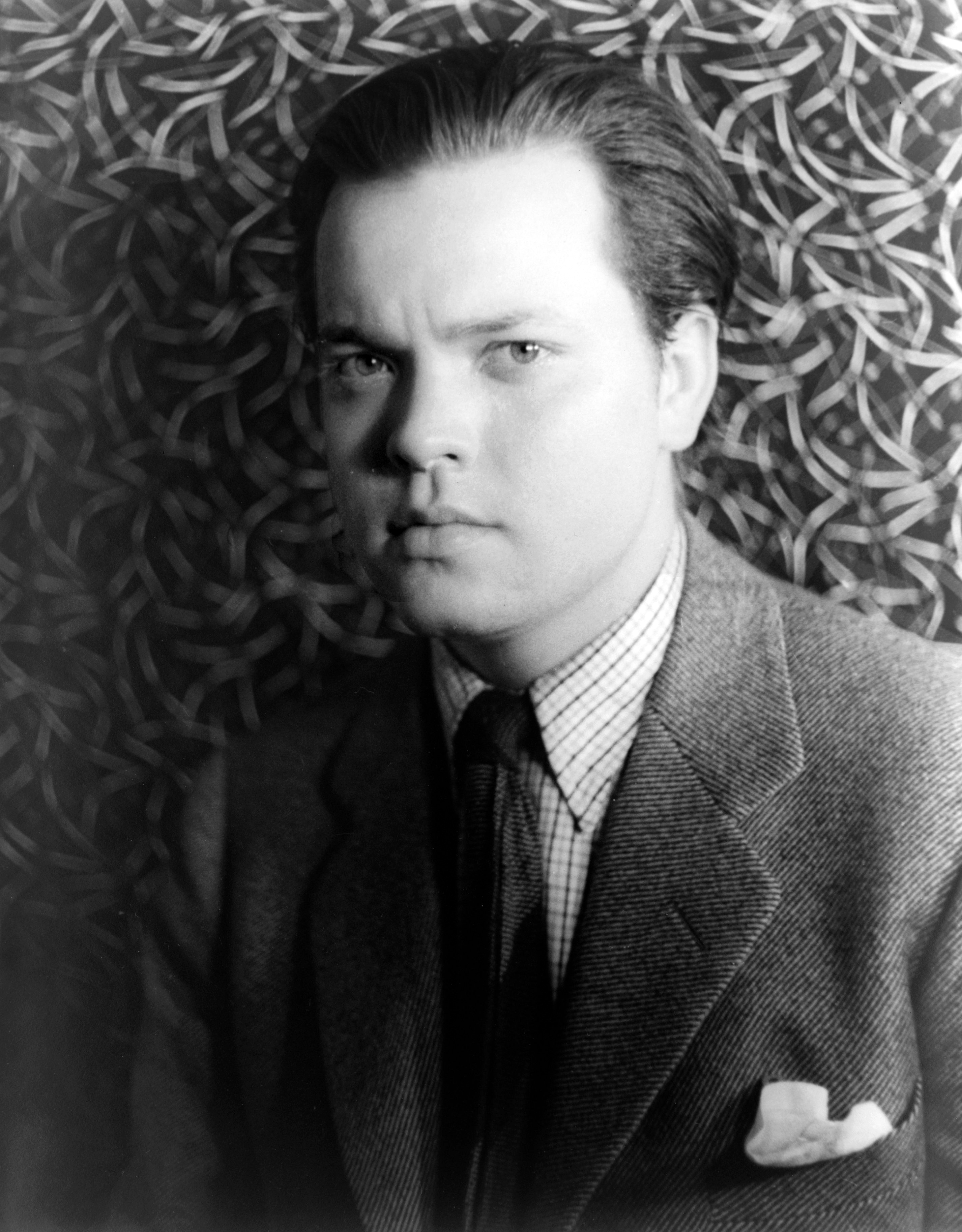
Il regista Orson Welles ha vinto in questa categoria 2 volte: nel 1977 e nel 1979.

  - Art Linkletter e Diane Linkletter - We Love You, Call Collect
  - Walter Cronkite – Man on the Moon
  - James Earl Jones – La grande speranza bianca
- 1971[14]
  - Martin Luther King - Why I Oppose the War in Vietnam
  - Ambrose, Dryden, Hecht, Molloy, Carawan, La Farge e Seeger – Poems and Ballads from 100-Plus American Poets
  - Astronauti di Apollo 8, 11 e 12, John F. Kennedy e Richard Nixon – In the Beginning
  - Bill Cosby – Grover Henson Feels Forgotten
  - Everett Dirksen – Everett Dirksen's America
- 1972[15]
  - Les Crane - Desiderata
  - Richard Chamberlain – Amleto (una presentazione di Hallmark Hall of Fame)
  - Walter Cronkite – I Can Hear It Now/The Sixties
  - Stacy Keach, Robert Ryan e Geraldine Fitzgerald – Lungo viaggio verso la notte
  - James Whitmore – Will Rogers' USA
- 1973[16]
  - Cast originale di Broadway - Lenny
  - Angela Davis – Angela Davis Speaks
  - Rod McKuen – The Word
  - Yevgeny Yevtushenko – Yevtushenko
- 1974[17]
  - Richard Harris - Il gabbiano Jonathan Livingston
  - Billie Holiday – Songs and Conversations
  - Vincent Price – Witches, Ghosts and Goblins
  - Kurt Vonnegut Jr. – Mattatoio n. 5
  - John Wayne – America, Why I Love Her
- 1975[18]
  - Peter Cook e Dudley Moore - Good Evening
  - Sam Ervin – Senator Sam at Home
  - Rod McKuen – Autumn
  - Eric Sevareid – An Ear to the Sounds of Our History
- 1976[19]
  - James Whitmore - Give 'em Hell, Harry!
  - Alistair Cooke – Talk About America
  - Richard Harris – Il profeta
  - Claudia McNeil – The Autobiography of Miss Jane Pittman
  - Maureen Stapleton – Il buio oltre la siepe
  - Orson Welles – Immortal Sherlock Holmes (The Mercury Theatre on the Air|Mercury Theatre on the Air)
- 1977[20]
  - Henry Fonda, Helen Hayes, James Earl Jones e Orson Welles - Great American Documents
  - Ray Bradbury – Fahrenheit 451
  - Charlton Heston – Il vecchio e il mare
  - James Mason – Racconto di due città
  - William Shatner – Foundation: The Psychohistorians
- 1978[21]
  - Julie Harris - The Belle of Amherst
  - Alex Haley – Alex Haley Tells the Story of His Search for Roots
  - Cast originale e Ntozake Shange – For Colored Girls Who Have Considered Suicide / When the Rainbow Is Enuf
  - Christopher Tolkien – Il Silmarillion
  - Harry Truman e Ben Gradus – The Truman Tapes
- 1979[22]
  - Orson Welles - Citizen Kane (Original Motion Picture Soundtrack)
  - Henry Fonda – Furore
  - Judith Anderson, Claire Bloom, James Mason, George Rose e Gordon Gould – Cime tempestose
  - Richard Nixon e David Frost – Interviste a Nixon
  - AA.VV. – Radici (Original Television Soundtrack)

#### Anni 1980
- 1980[23]
  - John Gielgud - Ages of Man - Readings From Shakespeare
  - Henry Fonda – The Ox-Bow Incident
  - Jim Morrison – An American Prayer
  - Ken Nordine – Stare with Your Ears
  - AA.VV. – Apocalypse Now (Original Motion Picture Soundtrack)
  - Orson Welles e Helen Hayes – Orson Welles & Helen Hayes at Their Best
- 1981[24]
  - Pat Carroll - Gertrude Stein, Gertrude Stein, Gertrude Stein
  - Mahalia Jackson – I Sing Because I'm Happy, Vols. 1 and 2
  - Cast originale – Adventures of Luke Skywalker: The Empire Strikes Back
  - Orson Welles – Obediently Yours
  - Peter Ustinov – James Thurber: A Curb In The Sky And Other Stories
- 1982[25]
  - Orson Welles - Il cervello di Donovan
  - E.G. Marshall – Justice Holmes' Decisions
  - James Mason – Vladimir Nabokov: Lolita
  - Paul McCartney e Vic Garbarini – The McCartney Interview
  - Ed McMahon – 'Twas the Night Before Christmas (da Christmas with Friends ft. Ed McMahon, Doc Severinsen e Tommy Newsom)
- 1983[26]
  - Tom Voegeli (produttore) - I predatori dell'arca perduta: The Movie on Record
  - Roger Rees – Charles Dickens' Nicholas Nickleby
  - Isaac Asimov – L'orlo della Fondazione
  - John Gielgud e Ralph Richardson – Terra di nessuno
  - Arthur C. Clarke – 2010: Odissea due
- 1984[27]
  - William Warfield - A Lincoln Portrait
  - Steve Allen e Jayne Meadows – Everything You Always Wanted to Know About Home Computers
  - Jane Fonda e Femmy De Lyser – Jane Fonda's Workout Record for Pregnancy, Birth and Recovery
  - John Gielgud ed Irene Worth – Il libro dei gatti tuttofare
- 1985[28]
  - Ben Kingsley - The Words of Gandhi
  - Jeremy Irons e Glenn Close – The Real Thing (Broadway Cast)
  - Jesse Jackson – Our Time Has Come
  - John Lennon e Yoko Ono – Heart Play (Unfinished Dialogue)
- 1986[29]
  - Mike Berniker (produttore) ed il cast di Broadway - Ma Rainey's Black Bottom
  - Alan Arkin – Comma 22
  - Dick Cavett – Le avventure di Huckleberry Finn
  - John le Carré – La spia che venne dal freddo
  - Philip Roth – Zuckerman Bound
- 1987[30]
  - Johnny Cash, Jerry Lee Lewis, Chips Moman, Ricky Nelson, Roy Orbison, Carl Perkins e Sam Phillips - Interviews From the Class of '55 Recording Sessions
  - F. Murray Abraham – Intervista col vampiro
  - Ray Bradbury – The Stories of Ray Bradbury
  - Bill Cosby – Hardheaded Boys
  - John Gielgud – Gulliver (composto da Patrick Williams)
- 1988[31]
  - Garrison Keillor - Lake Wobegon Days
  - Lauren Bacall – Lauren Bacall by Myself
  - Katharine Hepburn – "Lincoln Portrait" (da Aaron Copland: Lincoln Portrait and Other Works di Erich Kunzel e della Cincinnati Pops Orchestra)
  - Leonard Nimoy – Whales Alive
  - Leonard Nimoy e George Takei – Rotta verso la Terra
- 1989[32]
  - Jesse Jackson - Speech by Rev. Jesse Jackson, July 27 (da One Lord, One Faith, One Baptism)
  - John Cleese – Le lettere di Berlicche
  - John Gielgud – Canto di Natale
  - Garrison Keillor e vari artisti – A Prairie Home Companion|A Prairie Home Companion: The 2nd Annual Farewell Performance
  - Jonathan Winters – Winters' Tale

#### Anni 1990
- 1990[33]
  - Gilda Radner - It's Always Something
  - Erma Bombeck – I Want to Grow Hair, I Want to Grow Up, I Want to Go to Boise
  - Robert Fulghum – All I Really Need to Know I Learned in Kindergarten
  - John Gielgud – Sir John Gielgud Reads Alice in Wonderland
  - Jason Robards, Steve Allen, Douglas Edwards ed il Cast – The War of the Worlds 50th Anniversary Production
- 1991[34]
  - George Burns - Gracie: A Love Story
  - Garrison Keillor – A Prairie Home Companion: The 4th Annual Farewell Performance
  - John F. Kennedy Jr. – Ritratti del coraggio
  - Kyle MacLachlan – "Diane..." The Twin Peaks Tapes of Agent Cooper
  - Jimmy Stewart – Jimmy Stewart and His Poems

### Miglior album parlato (1992-2022)
- 1992[35]
  - Ken Burns - The Civil War

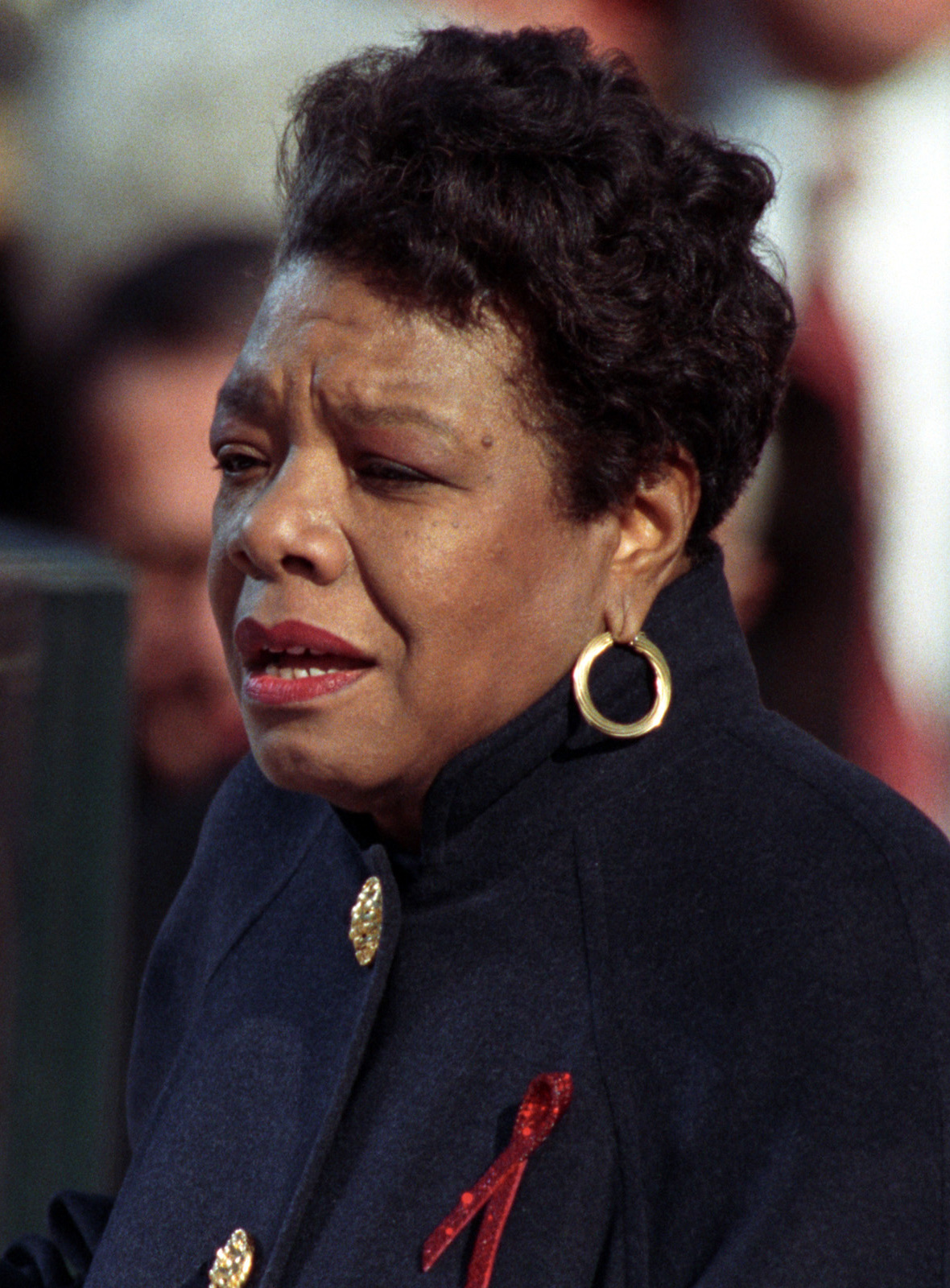
La poetessa Maya Angelou ha vinto 3 volte in questa categoria.

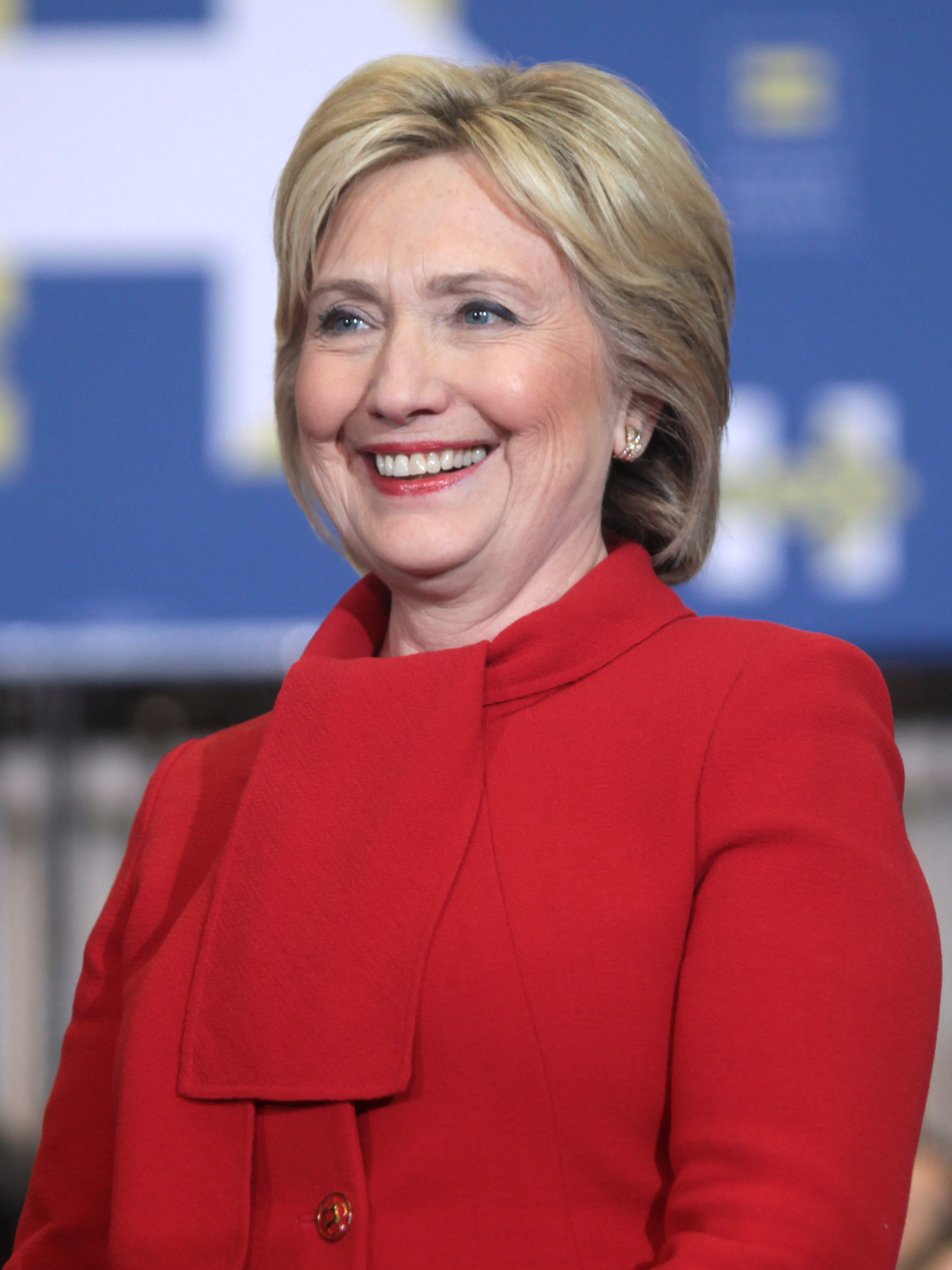
Hillary Clinton ha vinto il premio nel 1997 per It Takes a Village.

  - Douglas Adams – Guida galattica per gli autostoppisti
  - Katharine Hepburn – Me: Stories of My Life
  - Charles Kuralt – A Life on the Road
- 1993[36]
  - Magic Johnson e Robert O'Keefe - What You Can Do to Avoid AIDS
  - Fannie Flagg – Pomodori verdi fritti al caffè di Whistle Stop
  - Garrison Keillor – Stories
  - Ken Nordine – Devout Catalyst
  - Patrick Stewart – Canto di Natale
  - Orson Welles e Peter Bogdanovich – This Is Orson Welles
- 1994[37]
  - Maya Angelou - On the Pulse of Morning
  - LeVar Burton – Miles: The Autobiography
  - Arlo Guthrie – Questa terra è la mia terra
  - Paul Newman e Joanne Woodward – Mr. and Mrs. Bridge
  - Emma Thompson – Casa Howard
- 1995[38]
  - Henry Rollins - Get in the Van: On the Road with Black Flag
  - Kenneth Branagh e la Renaissance Theatre Company – Amleto
  - Ken Burns – Baseball
  - Ben Kingsley – La lista di Schindler
  - Gregory Peck – Bibbia (Nuovo Testamento)
- 1996
  - Maya Angelou - Phenomenal Woman
  - Danny Glover – Lungo cammino verso la libertà
  - Garrison Keillor – Guy Noir: Radio Private Eye
  - Leonard Nimoy – I Am Spock
- 1997[39]
  - Hillary Clinton - It Takes a Village
  - Ed Asner, Ellen Burstyn, C. C. H. Pounder ed Alfre Woodard – Grow Old Along with Me, the Best Is Yet to Be
  - Lauren Bacall, Martin Landau, Jack Lemmon e Gregory Peck – Harry S Truman: A Journey to Independence
  - Garrison Keillor – Le avventure di Huckleberry Finn
  - Charles Kuralt – Charles Kuralt's America
- 1998[40]
  - Charles Kuralt - Charles Kuralt's Spring
  - Maya Angelou – Even the Stars Look Lonesome
  - Jimmy Carter – Living Faith
  - Walter Cronkite – A Reporter's Life
  - Jodie Foster – Contact
- 1999[41]
  - Christopher Reeve - Still Me
  - Jimmy Carter – The Virtues of Aging
  - David Holt e Bill Mooney – Spiders in the Hairdo: Modern Urban Legends
  - Garrison Keillor – Wobegon Boy
  - Toni Morrison – Amatissima

#### Anni 2000
- 2000

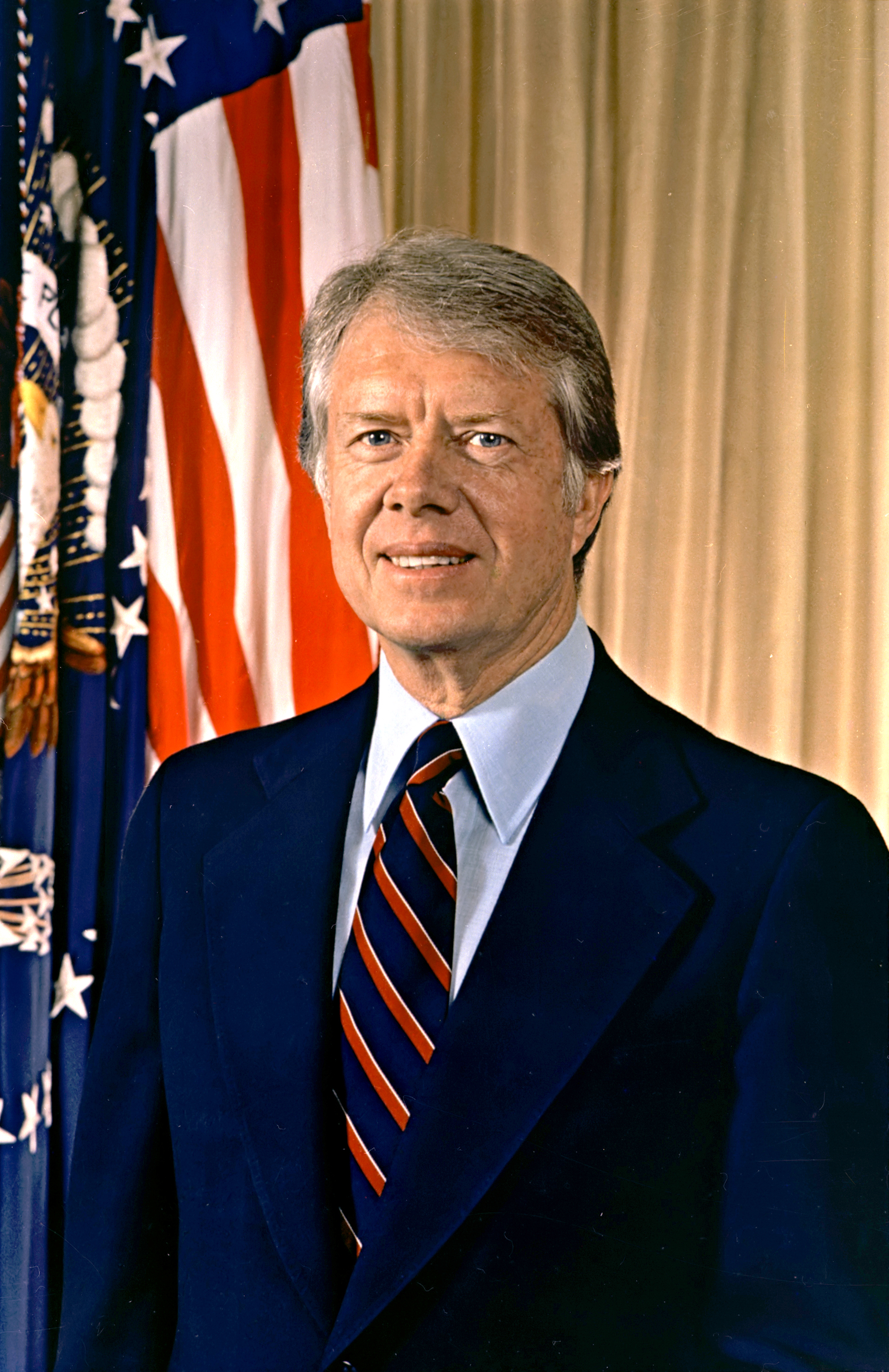
L'ex-presidente degli Stati Uniti d'America Jimmy Carter ha vinto 3 volte in questa categoria.

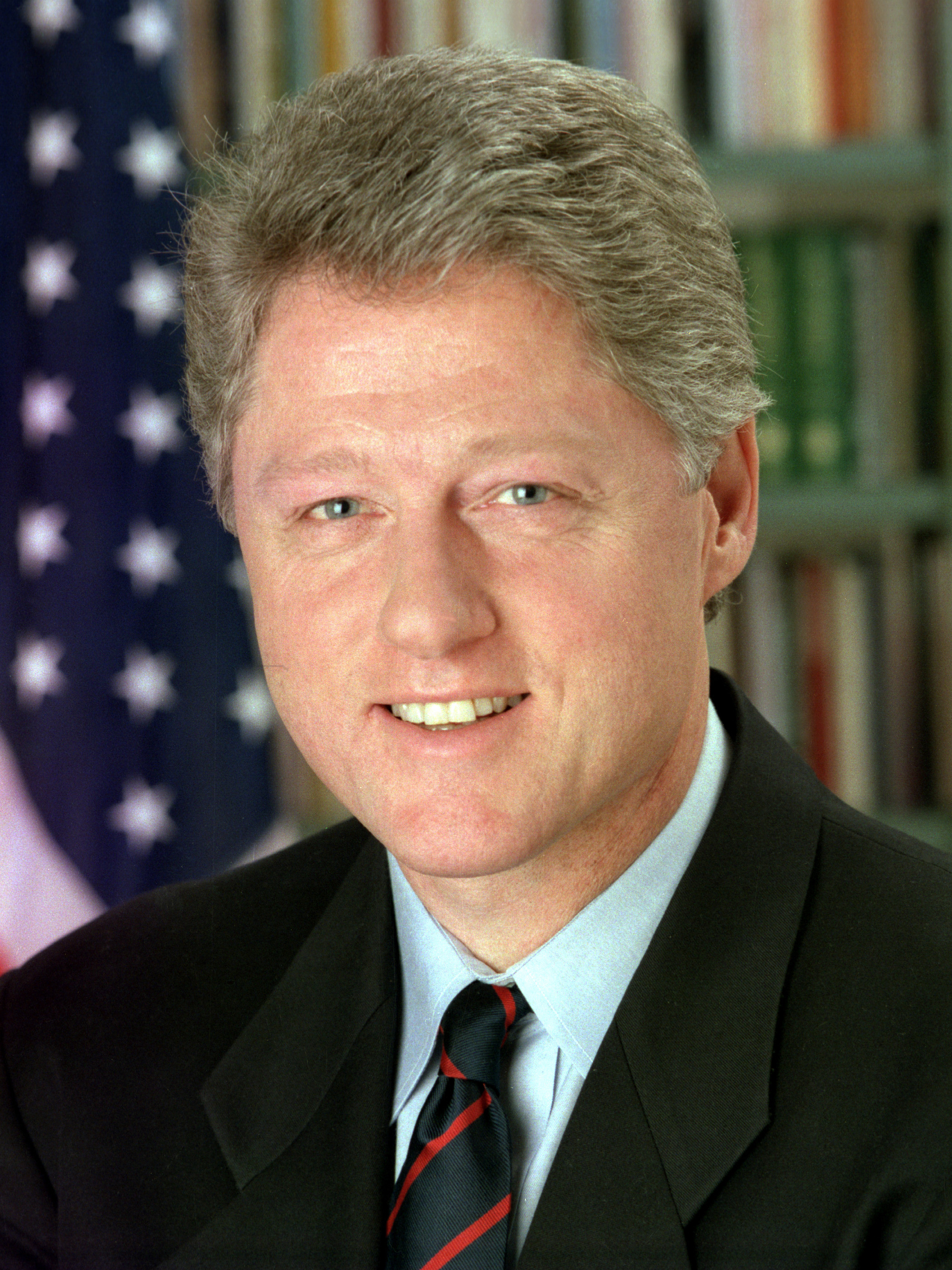
L'ex-presidente degli Stati Uniti d'America Bill Clinton ha vinto nel 2005.

L'ex presidente degli Stati Uniti d'America Barack Obama ha vinto in questa categoria 2 volte: nel 2006 e nel 2008.

  - LeVar Burton - The Autobiography of Martin Luther King, Jr.
  - Nanci Griffith – The Chieftains: The Unauthorized Biography
  - Merle Haggard – Merle Haggard's My House of Memories
  - Frank McCourt – Che paese, l'America
  - Mandy Patinkin e Betty Buckley con Walter Cronkite – The Diaries of Adam & Eve: Translated by Mark Twain
- 2001
  - Sidney Poitier - The Measure of a Man
  - Matt Dillon – Sulla strada
  - Steve Martin – Shopgirl
  - Jerry Stiller ed Anne Meara – Married to Laughter: A Love Story
  - Vari artisti tra cui Kathleen Turner, Patrick Stewart ed Al Pacino – The Complete Shakespeare Sonnets
- 2002
  - Quincy Jones - Q: The Autobiography of Quincy Jones
  - Jimmy Carter – An Hour Before Sunlight
  - Garrison Keillor – Lake Wobegon Summer 1956
  - Carl Reiner – Letters from the Earth: Uncensored Writings by Mark Twain
  - Vari artisti tra cui Rob Lowe, Noah Wyle, Joan Allen, Tom Brokaw e il narratore Harry Smith – War Letters: Extraordinary Correspondence from American Wars
- 2003
  - Maya Angelou - A Song Flung Up to Heaven
  - Tim Robbins – Il grande Gatsby
  - Robert Evans – The Kid Stays in the Picture
  - Michael J. Fox – Lucky Man
  - Christopher Reeve – Nothing Is Impossible
- 2004
  - Al Franken - Balle! E tutti i ballisti che ce le stanno raccontando
  - Don Cheadle – Fear Itself
  - Hillary Clinton – Living History
  - Nikki Giovanni – The Nikki Giovanni Poetry Collection
  - Bill Maher – When You Ride Alone You Ride with bin Laden
- 2005
  - Bill Clinton - My Life
  - Tyne Daly, John Lithgow, Joanne Rogers, Lily Tomlin ed Andre Watts – The World According to Mr. Rogers
  - David Holt e Zeb Holt – Live & Kickin' at the National Storytelling Festival
  - Steve Martin – The Pleasure of My Company
  - David Sedaris – Dress Your Family in Corduroy and Denim
- 2006
  - Barack Obama - I sogni di mio padre
  - George Carlin – When Will Jesus Bring the Pork Chops?
  - Al Franken – The Al Franken Show Party Album
  - Garrison Keillor – The Adventures of Guy Noir
  - Sean Penn – Chronicles - Volume 1
- 2007
  - Jimmy Carter - Our Endangered Values (ex aequo)
  - Ossie Davis e Ruby Dee - Ossie and Ruby (ex aequo)
  - Al Franken – The Truth (with Jokes)
  - Bill Maher – New Rules: Polite Musings from a Timid Observer
  - Bob Newhart – I Shouldn't Even Be Doing This!
- 2008
  - Barack Obama - The Audacity of Hope
  - Maya Angelou – Celebrations
  - Bill Clinton – Giving
  - Jimmy Carter – Sunday Mornings in Plains
  - Alan Alda – Things I Overheard While Talking to Myself
- 2009
  - Beau Bridges, Cynthia Nixon e Blair Underwood - An Inconvenient Truth
  - Steve Martin – Born Standing Up
  - Stephen Colbert e il cast di The Colbert Report – I Am America (and So Can You!)
  - Sidney Poitier – Life Beyond Measure
  - David Sedaris – When You Are Engulfed in Flames

#### Anni 2010
- 2010[42]

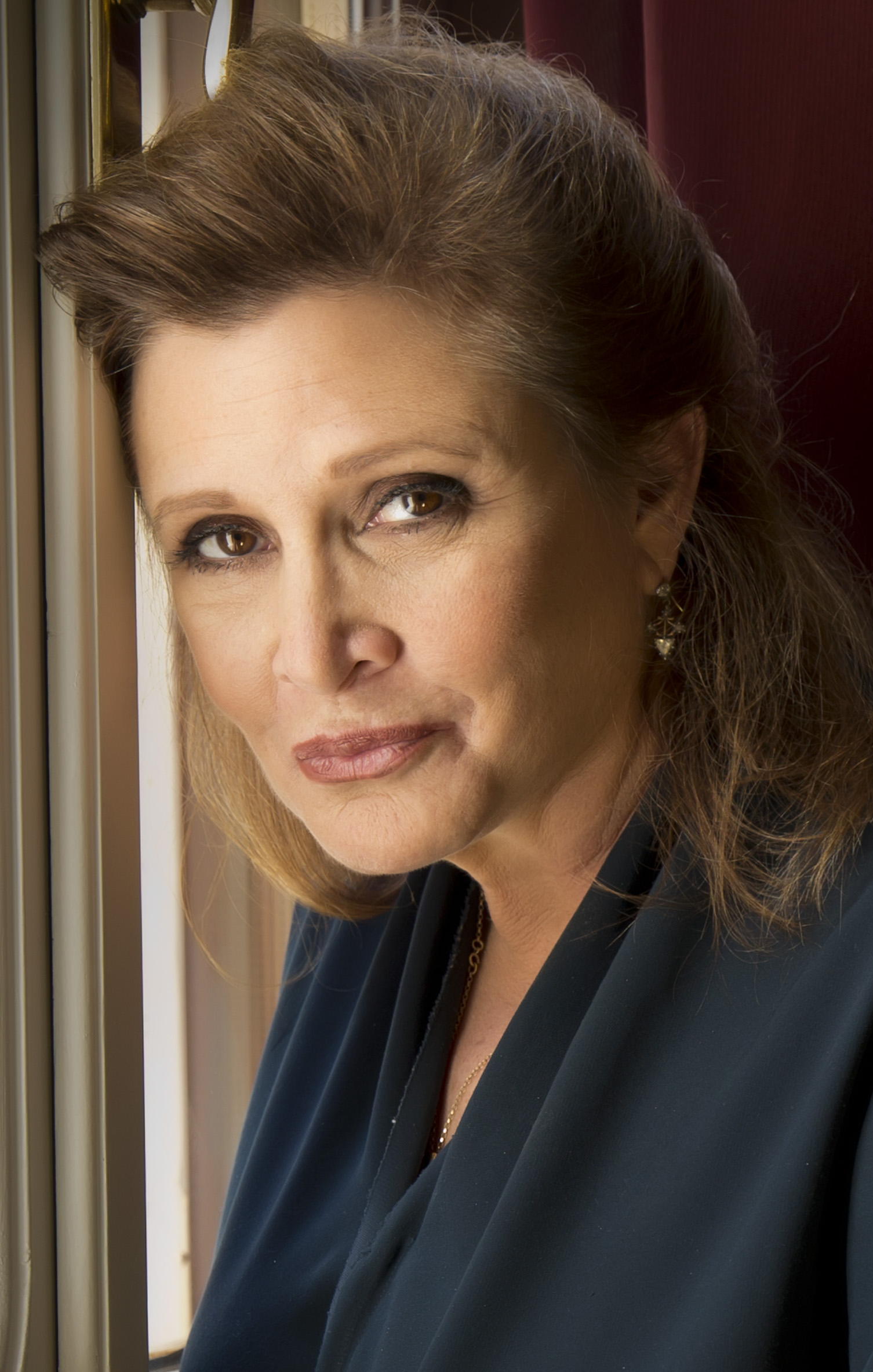
L'attrice Carrie Fisher ha vinto il premio nel 2018, postumo, per The Princess Diarist.

  - Michael J. Fox - Always Looking Up
  - Yuri Rasovsky e Josh Stanton – Il falcone maltese
  - Richard Dreyfuss e David Strathairn – The Lincoln–Douglas Debates
  - Jonathan Winters – A Very Special Time
  - Jimmy Carter – We Can Have Peace in the Holy Land
  - Carrie Fisher – Wishful Drinking
- 2011[43]
  - Jon Stewart e lo staff di The Daily Show - Earth (The Audiobook)
  - Craig Ferguson – American on Purpose
  - Sarah Silverman – The Bedwetter
  - Michael J. Fox – A Funny Thing Happened on the Way to the Future
  - Carol Burnett – This Time Together
  - Woody Allen – The Woody Allen Collection
- 2012[44]
  - Betty White - If You Ask Me (and of Course You Won't)
  - Tina Fey – Bossypants
  - Nathan Burbank, Bryan Cumming, Dennis Scott e David Toledo – Fab Fan Memories: The Beatles Bond
  - Dan Donohue e il cast dell'Oregon Shakespeare Festival – Amleto
  - Val Kilmer e il cast di Hollywood Theater of the Ear – The Mark of Zorro
- 2013[45]
  - Janis Ian - Society's Child
  - Scott Creswell e Dan Zitt – American Grown
  - Bill Clinton – Back to Work
  - Rachel Maddow – Drift
  - Ellen DeGeneres – Seriously... I'm Kidding
- 2014[46]
  - Stephen Colbert - America Again: Re-becoming The Greatness We Never Weren't
  - Carol Burnett – Carrie and Me
  - David Sedaris – Let's Explore Diabetes with Owls
  - Billy Crystal – Still Foolin' Em
  - Pete Seeger – The Storm King
- 2015[47]
  - Joan Rivers - Diary of a Mad Diva
  - James Franco – Actors Anonymous
  - Jimmy Carter – A Call to Action: Women, Religion, Violence, and Power
  - John Waters – Carsick: John Waters Hitchhikes Across America
  - Elizabeth Warren – A Fighting Chance
  - Gloria Gaynor – We Will Survive: True Stories of Encouragement, Inspiration and the Power of Song
- 2016[48]
  - Jimmy Carter - A Full Life: Reflections at 90
  - Patti Smith – Sangue e neve
  - Dick Cavett – Brief Encounters: Conversations, Magic Moments and Assorted Hijinks
  - Janis Ian e Jean Smart – Patience and Sarah
  - Amy Poehler – Yes Please
- 2017[49]
  - Carol Burnett - In Such Good Company: Eleven Years of Laughter, Mayhem, and Fun in the Sandbox
  - Amy Schumer – The Girl with the Lower Back Tattoo
  - Patti Smith – M Train
  - Elvis Costello – Unfaithful Music & Disappearing Ink
  - AA.VV. – Under the Big Black Sun: A Personal History of L.A. Punk
- 2018[50]
  - Carrie Fisher - The Princess Diarist
  - Bruce Springsteen – Born to Run
  - Shelly Peiken – Confessions of a Serial Songwriter
  - Bernie Sanders e Mark Ruffalo – Our Revolution: A Future to Believe In
  - Neil deGrasse Tyson – Astrophysics for People in a Hurry
- 2019[51]
  - Jimmy Carter - Faith: A Journey for All
  - Courtney B. Vance – Accessory to War
  - David Sedaris – Calypso
  - Questlove – Creative Quest
  - Tiffany Haddish – The Last Black Unicorn

#### Anni 2020
- 2020[52]
  - Michelle Obama - Becoming

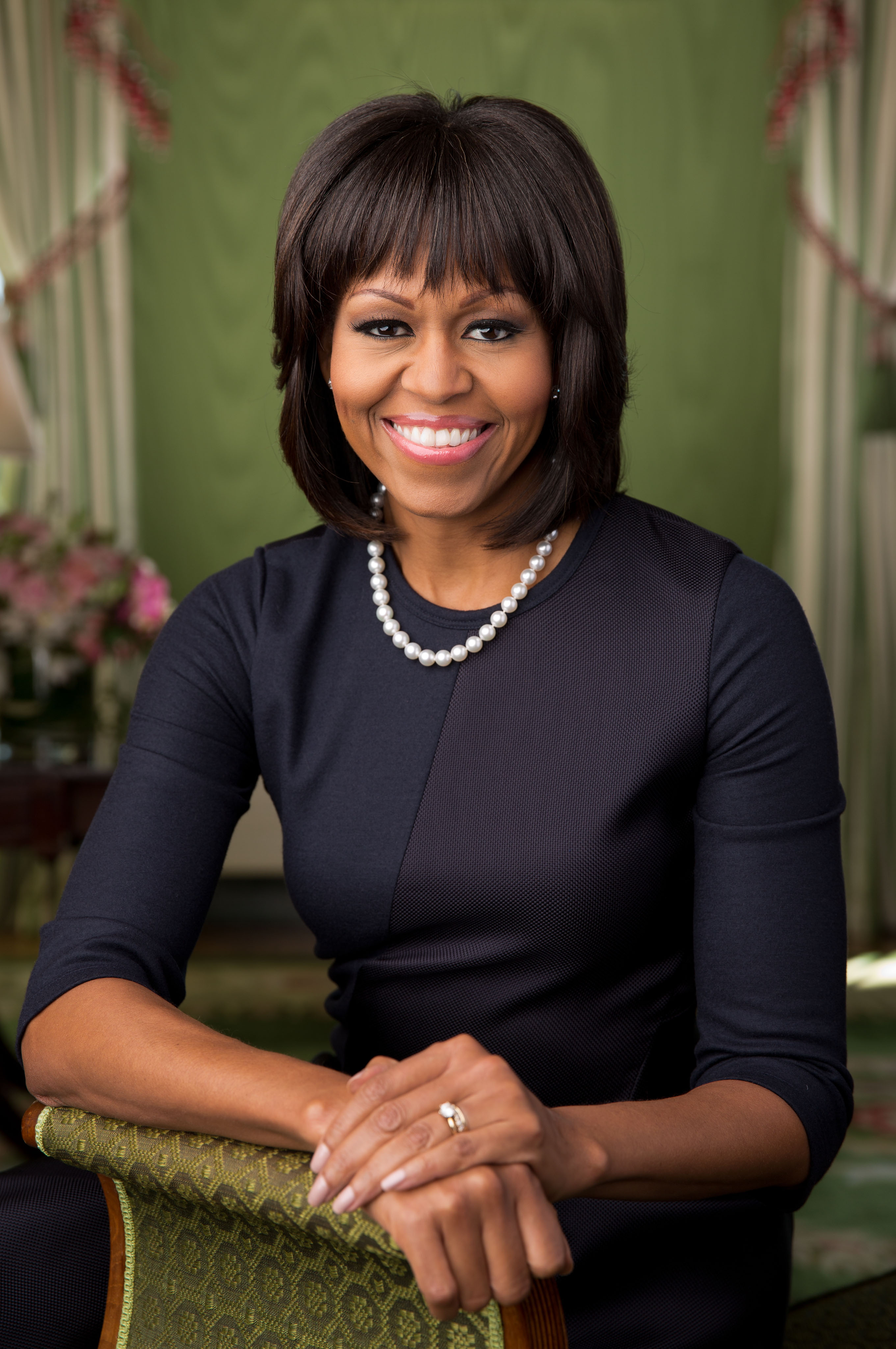
L'ex-First Lady Michelle Obama ha vinto in questa categoria nel 2020 e nel 2024.

  - Michael Diamond, Adam Horovitz, Scott Sherratt & Dan Zitt (produttori) – The Beastie Boys Book
  - Eric Alexandrakis – Catatonia: 20 Years as a Two-Time Cancer Survivor
  - John Waters – Mr. Know-It-All
  - Sekou Andrews & the String Theory – Sekou Andrews & the String Theory
- 2021
  - Rachel Maddow - Blowout: Corrupted Democracy, Rogue State Russia and the Richest, Most Destructive Industry on Earth
  - Flea – Acid for the Children: A Memoir
  - Ken Jennings – Alex Trebek — The Answer Is...
  - Ronan Farrow – Catch and Kill
  - Meryl Streep e l'intero cast – La tela di Carlotta
- 2022
  - Don Cheadle - Carry On: Reflections for a New Generation from John Lewis
  - LeVar Burton – Aftermath
  - J. Ivy – Catching Dreams: Live at Fort Knox Chicago
  - Dave Chappelle ed Amir Sulaiman – 8:46
  - Barack Obama – A Promised Land

### Miglior registrazione di un audiolibro, narrazione e storytelling

#### Anni 2020
- 2023[53][54]
  - Viola Davis - Finding Me

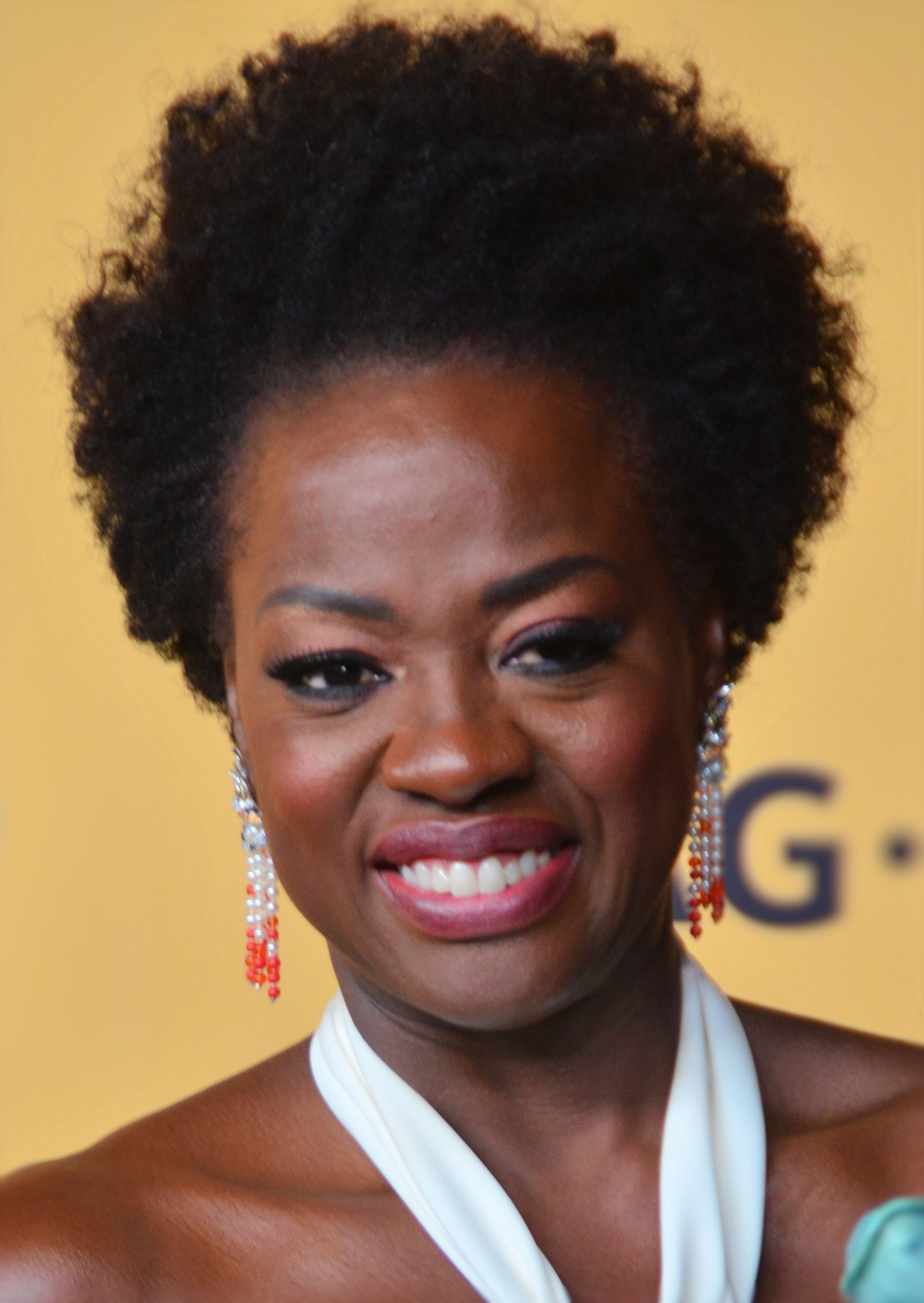
L'attice Viola Davis ha vinto in questa categoria nel 2023, completando così l'EGOT.

  - Jamie Foxx – Act Like You Got Some Sense
  - Mel Brooks – All About Me!: My Remarkable Life in Show Business
  - Lin-Manuel Miranda – Aristotle and Dante Dive into the Waters of the World
  - Questlove – Music Is History
- 2024[55][56]
  - The Light We Carry: Overcoming in Uncertain Times – Michelle Obama
  - Big Tree – Meryl Streep
  - Boldly Go: Reflections on a Life of Awe and Wonder – William Shatner
  - The Creative Act: A Way of Being – Rick Rubin
  - It's OK to Be Angry About Capitalism – Bernie Sanders
- 2025[57]
  - Last Sunday in Plains: A Centennial Celebration – Jimmy Carter
  - All You Need Is Love: The Beatles In Their Own Words – Guy Oldfield
  - ...And Your Ass Will Follow – George Clinton
  - Behind the Seams: My Life in Rhinestones – Dolly Parton
  - My Name Is Barbra – Barbra Streisand